# Eduard Uhl

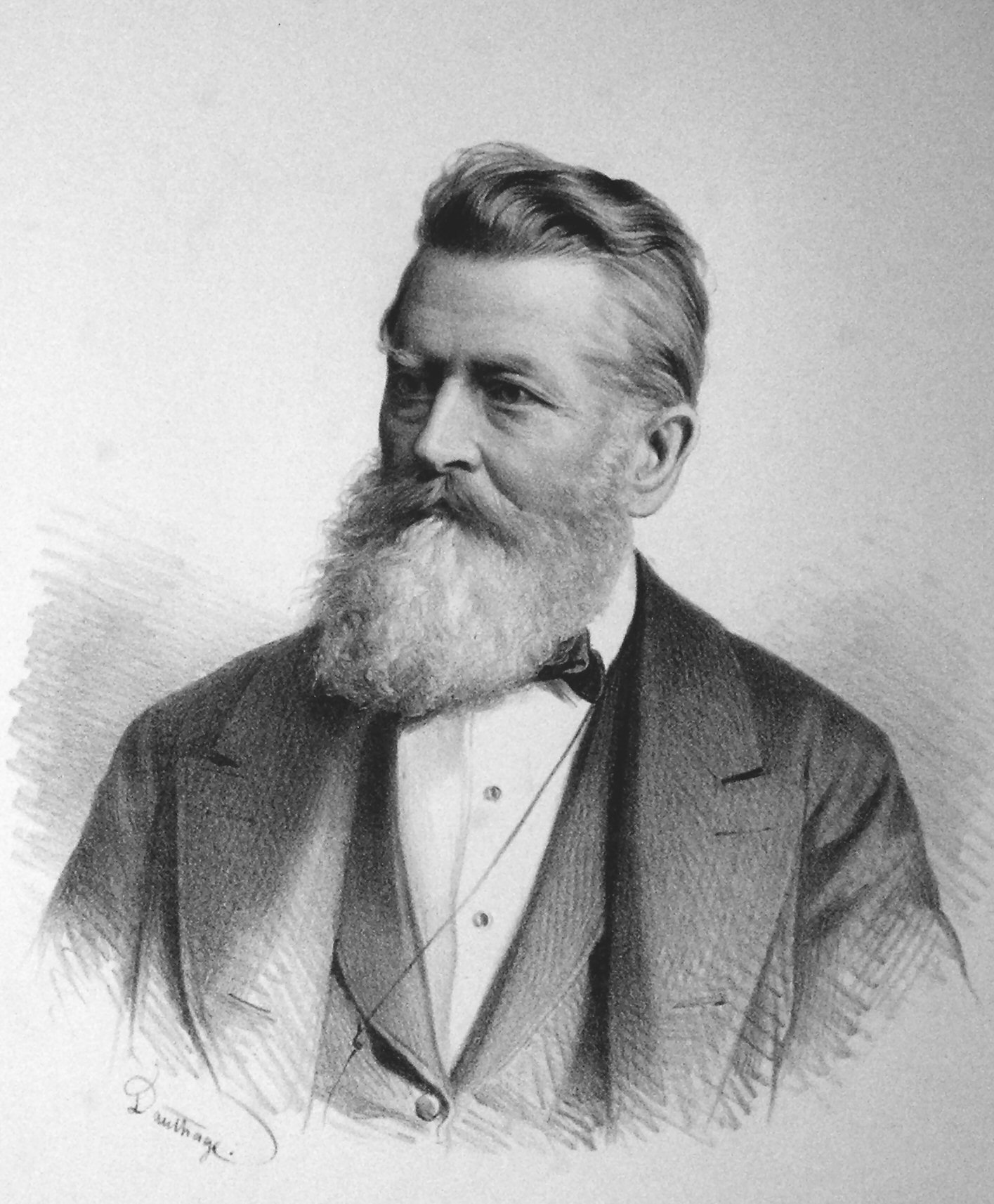
Eduard Uhl, Lithographie von Adolf Dauthage, s. a.

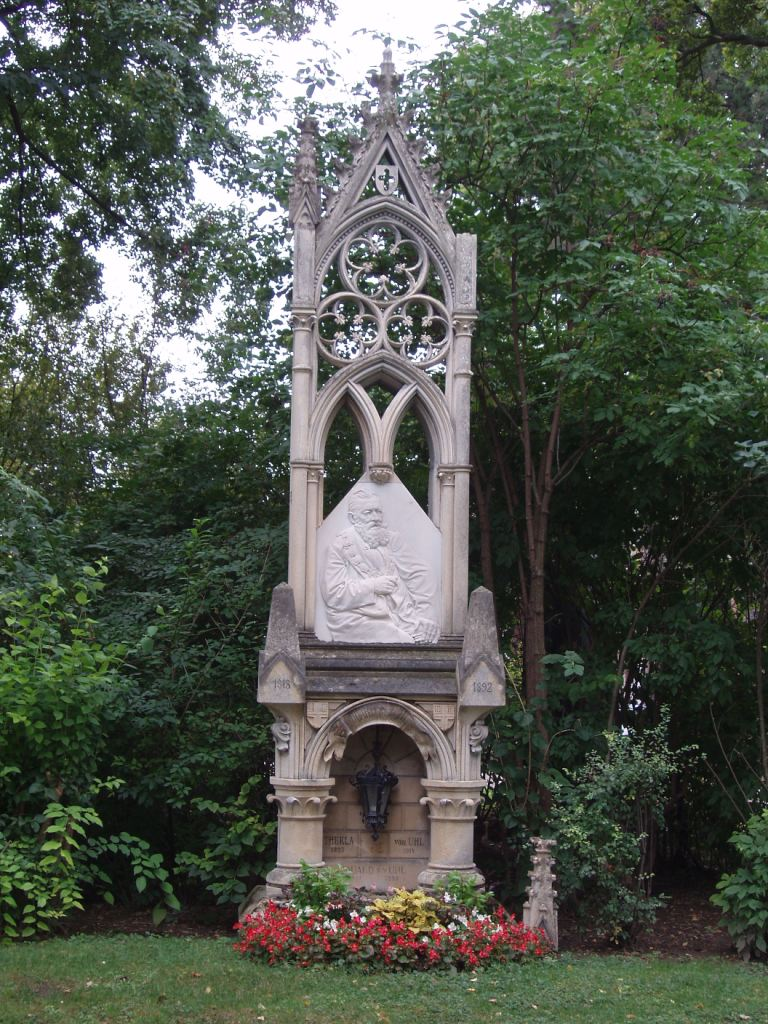
Grab von Eduard Uhl auf dem Wiener Zentralfriedhof

Eduard Uhl (* 12. Dezember 1813 in Wien; † 1. November 1892 ebenda) war ein österreichischer Jurist und Bürgermeister von Wien.

## Leben
Eduard Uhl wurde in der Neuschottengasse 131 (heute: 8, Piaristengasse 7) in der damaligen Vorstadt Josefstadt als Sohn des Arztes Leopold Uhl und der Katharina Uhl, geb. Adler geboren. Sein Geburtshaus wurde 1944 samt Gedenktafel [enthüllt 11. November 1913] durch Bomben zerstört.
Er war zunächst von 1832 bis 1840 Magistratsbeamter und danach Privatier. 1848 diente er als Hauptmann in der Nationalgarde und wurde 1861 Mitglied des Wiener Gemeinderates.
Im Jahr 1882 stieg Uhl zum Bürgermeister auf, in ein Amt, das er bis 1889 innehatte. Im Besonderen setzte sich Uhl während seiner Amtszeit für das Feuerwehr- und Rettungswesen sowie die Wiener Märkte ein. 1887 gründete er mit mehreren Gemeinderäten den „Centralverein zur Beköstigung armer Schulkinder“, um den ärmsten Schülern in den Wintermonaten ein warmes Mittagessen zu bieten. Nachhaltig für die Stadt war das in seiner Ära gegründete erst öffentliche „Tröpferlbad“ 1887 in der Mondscheingasse im dicht besiedelten Bezirk Neubau. Diesem ersten folgten dann ab den 1890er Jahren unter seinen Nachfolgern weitere – 1910 gab es in Wien 17 solche öffentliche Einrichtungen (denen im Roten Wien der Zwischenkriegszeit zwei weitere folgten).
Politisch stand Uhl als Liberaler in einem starken Gegensatz zu dem christlichsozialen Politiker Karl Lueger und dem deutschnationalen Lager um Georg von Schönerer. Er war Mitglied der Freimaurerloge Humanitas im (damals ungarischen) Neudörfl (heutiges Burgenland).
Am 14. November 1889 ernannte ihn die Stadt Wien zu ihrem Ehrenbürger. Sein Ehrengrab befindet sich auf dem Wiener Zentralfriedhof (Gruppe 14 A, Nummer 27). Im Jahr 1894 wurde in Wien-Josefstadt (8. Bezirk) der Uhlplatz nach ihm benannt.
Sein Großneffe war der Wienerliedkomponist Ludwig Gruber.

## Auszeichnungen
- 1870: Ritterkreuzes des Franz Joseph-Ordens[1]
- 1879: Ordens der Eisernen Krone III. Kl.[1]
- 1890: Erhebung in den Ritterstand[1]